# Качур Яна Григорівна
Яна Григорівна Качур (нар. 13 січня 1997, Гайворон) — українська легкоатлетка, яка спеціалізується на спринтерських дистанціях. Майстер спорту.

## Біографія
Займатися бігом почала у Гайворонській загальноосвітній школі № 1 під керівництвом викладача фізичної культури Світлани Василівни Давлетян. Після перемоги в районному учнівському кросі «Золота осінь» запрошена до Гайворонської ДЮСШ «Локомотив» у групу легкоатлетів Валерія Васильовича Кузя. Серйозні тренування поєднувала з відвідуванням регулярних репетицій у танцювальному колективі РБК «Первоцвіт». Коли настав час визначатися, перевагу віддала легкій атлетиці. З 2012 року навчалася в Олімпійському коледжі імені Івана Піддубного (м. Київ) під керівництвом тренера Тетяни Іванівни Коваленко. Зараз студентка Університету Григорія Сковороди в Переяславі.

## Спортивна кар'єра

### 2017
На II літніх юнацьких Олімпійських іграх 2014 у Нанкіні, Китай, на дистанції 400 м з результатом 54,48 у фіналі В перемогла головну конкурентку з Ямайки й отримала в загальному заліку 9 місце.

### 2018
На чемпіонаті Європи серед спортсменів до 23 років на дистанції 200 м з часом 23,20 виборола бронзу, а також бронзу здобула разом з Тетяною Мельник, Дарією Ставничою та Катериною Климюк в естафеті 4×400 м.

### 2019
На II Європейських іграх 2019 у Мінську, Білорусь, брала участь у новому виді програми — динамічній новій легкій атлетиці (DNA). У гонці переслідування разом з Олексієм Поздняковим, Ольгою Ляховою та Євгеном Гуцолом з результатом 4.25,02 виборола золото. За результатами фіналу динамічної нової легкої атлетики (DNA) здобула друге золото за турнір.

## Державні нагороди
- Орден княгині Ольги III ст. (15 липня 2019) — за досягнення високих спортивних результатів на II Європейських іграх 2019 в Мінську (Республіка Білорусь), виявлені самовідданість та волю до перемоги, піднесення міжнародного авторитету України[6]